# Panasonic Lumix DMC-G5
Die Panasonic Lumix DMC-G5 ist ein Systemkameragehäuse für den Micro-Four-Thirds-Standard.
Sie ist eine Weiterentwicklung von Panasonics Produktserie Lumix DMC-G (DMC-G1, G2 und G3) und wurde im Juli 2012 vorgestellt.
Im Videomodus ist sie voll HD-fähig (1080p). Im Gegensatz zu Spiegelreflexkameras besitzt die DMC-G5 keinen optischen Sucher. Für die Bildgestaltung stehen dem Fotografen ein elektronischer Sucher (EVF) und ein Drei-Zoll-LC-Display mit Dreh- und Schwenkmöglichkeit und Live-View zur Verfügung. Für die automatischen Scharfstellung verwendet die DMC-G5 ein schnelles Verfahren mit Kontrastmessung.